# 茨城県災害拠点病院

茨城県の地域圏図

茨城県災害拠点病院（いばらきけんさいがいきょてんびょういん）とは、茨城県にある災害時の救急医療の拠点となる災害拠点病院。

## 概要
県内や近県で災害が発生し、通常の医療体制では被災者に対する適切な医療を確保することが困難な状況となった場合に、茨城県知事の要請により傷病者の受け入れや医療救護班の派遣等を行う。18病院が指定されており、水戸赤十字病院と国立病院機構水戸医療センターが全県の災害医療を統括する基幹災害拠点病院、その他の病院が各医療圏に対応する地域災害拠点病院となっている。

### 拠点病院の条件
- 建物が耐震耐火構造であること。
- 資器材等の備蓄があること。
- 応急収容するために転用できる場所があること。
- 応急用資器材、自家発電機、応急テント等により自己完結できること（外部からの補給が滞っても簡単には病院機能を喪失しないこと）。
- 近接地にヘリポートが確保できること。

## DMAT
2021年2月時点で災害派遣医療チーム（DMAT）は、22病院32チームが編成されており、災害拠点病院では全ての病院で編成されている。災害拠点病院以外でDMATチームを有するのは下記の病院である。
- 水戸協同病院（1チーム）
- なめがた地域医療センター（1チーム）
- 取手北相馬保健医療センター医師会病院（1チーム）
- 城西病院（1チーム）

## 病院一覧
出典：
| 基幹災害拠点病院 | 基幹災害拠点病院             | 基幹災害拠点病院        | 基幹災害拠点病院                       | 基幹災害拠点病院 | 基幹災害拠点病院 |
| 三次医療圏 | 病院名                       | 住所                    | 位置                                   | DMAT             | 三次救急         |
| --- | ---------------------------- | ----------------------- | -------------------------------------- | ---------------- | ---------------- |
| 全県 | 水戸赤十字病院               | 水戸市三の丸3-12-48     | 北緯36度22分17.1秒 東経140度29分11.9秒 | 1チーム          | -                |
| 全県 | 国立病院機構水戸医療センター | 東茨城郡茨城町桜の郷280 |                                        | 4チーム          | 救命/DH          |
| 地域災害拠点病院 |                              |                         |                                        |                  |                  |
| 二次医療圏 | 病院名                       | 住所                    | 位置                                   | DMAT             | 救命             |
| 水戸 | 茨城県立中央病院             | 笠間市鯉淵6528          | 北緯36度21分2.7秒 東経140度19分12.8秒  | 2チーム          | -                |
| 水戸 | 水戸済生会総合病院           | 水戸市双葉台3-3-10      |                                        | 2チーム          | 救命/DH          |
| 常陸太田・ひたちなか | ひたちなか総合病院           | ひたちなか市石川町20-1  | 北緯36度23分35秒 東経140度31分46.4秒   | 1チーム          | -                |
| 日立 | 日立総合病院                 | 日立市城南町2-1-1       | 北緯36度35分26.3秒 東経140度38分39秒   | 1チーム          | 救命             |
| 鹿行 | 小山記念病院                 | 鹿嶋市厨5-1-2           |                                        | -                | -                |
| 鹿行 | 神栖済生会病院               | 神栖市知手中央7-2-45    |                                        | 1チーム          | -                |
| 土浦 | 土浦協同病院                 | 土浦市おおつ野4-1-1     | 北緯36度5分23.3秒 東経140度12分34.9秒  | 2チーム          | 救命             |
| つくば | 筑波メディカルセンター病院   | つくば市天久保1-3-1     | 北緯36度5分31.4秒 東経140度6分22.3秒   | 3チーム          | 救命             |
| つくば | 筑波大学附属病院             | つくば市天久保2-1-1     |                                        | 4チーム          | 高度             |
| つくば | 筑波記念病院                 | つくば市要1187-299      |                                        | 1チーム          | -                |
| 取手・竜ヶ崎 | JAとりで総合医療センター     | 取手市本郷2-1-1         | 北緯35度54分39.7秒 東経140度4分7.4秒   | 2チーム          | -                |
| 取手・竜ヶ崎 | つくばセントラル病院         | 牛久市柏田町1589-3      |                                        | -                | -                |
| 取手・竜ヶ崎 | 牛久愛和総合病院             | 牛久市猪子町896         | 北緯35度59分54.5秒 東経140度8分34.1秒  | 1チーム          | -                |
| 筑西・下妻 | 茨城県西部メディカルセンター | 筑西市大塚555           | 北緯36度17分21.8秒 東経140度0分36.4秒  | 1チーム          | -                |
| 古河・坂東 | 古河赤十字病院               | 古河市下山町1150        | 北緯36度11分16.9秒 東経139度43分22.7秒 | 1チーム          | -                |
| 古河・坂東 | 茨城西南医療センター病院     | 猿島郡境町松岡町2190    |                                        | 2チーム          | 救命             |
| 2021年2月時点 （凡例） 高度：高度救命救急センター、救命：救命救急センター、地域：地域救命救急センター、DH：ドクターヘリ基地病院 |                              |                         |                                        |                  |                  |